# Gran Polo Patriótico Simón Bolívar
El Gran Polo Patriótico Simón Bolívar (GPPSB), más conocido como Gran Polo Patriótico (GPP) es una coalición política de Venezuela que es parte de la revolución bolivariana y del oficialismo. La coalición tiene su origen en vísperas de las elecciones presidenciales de Venezuela de 2012 para agrupar a las fuerzas políticas y sociales que apoyaban la reelección de Hugo Chávez en la presidencia de Venezuela.
Está integrada por nueve partidos políticos. Además, forman parte de la coalición movimientos sociales de toda la geografía nacional. Se conformaron en 2012 una serie de Consejos Patrióticos que agrupaban a estas organizaciones en sectores específicos de la población: Mujeres, Sexo Diversidad, Campesinos, Trabajadores, Economía Popular, Luchadores por la Vivienda Digna, Organizaciones Religiosas, Profesionales y Técnicos, Organizaciones de Migrantes, entre otras.  
También hubo una importante organización en lo territorial a través de asambleas patrióticas populares cada municipio y entidad federal de Venezuela.

## Historia

### Antecedentes
En elecciones anteriores, Hugo Chávez lideró la coalición Polo Patriótico, la cual estaba integrada por su partido político Movimiento V República y los principales partidos izquierdistas de Venezuela: el Movimiento al Socialismo, el Partido Comunista de Venezuela, el Movimiento Electoral del Pueblo, y Patria Para Todos, entre otros.
- 1999 - La coalición del Polo Patriótico unió a los partidarios de la reforma constitucional iniciada por Chávez. El partido de la coalición unidos de Chávez Movimiento Quinta República, así como el Movimiento al Socialismo, " Patria para Todos ", el Partido Comunista de Venezuela, movimiento del sufragio de las personas y algunos otros pequeños partidos de izquierda. La coalición logró ganar las elecciones a la Asamblea Constituyente el 25 de julio de 1999,[5] y ganó 121 de los 128 escaños.
- 2000 - La coalición "Polo Patriótico", reunió a los partidarios, simpatizantes y partidos políticos que apoyaron a Chávez para tomar parte en las elecciones presidenciales, que resultó en su victoria segura.
- 2006 - Coalición "Polo Patriótico",  reunió a 25 partidos de izquierda que apoyaban a Chávez para las elecciones presidenciales, que culminaron en la victoria del chavismo.

### Gran Polo Patriótico Simón Bolívar
El "Gran Polo Patriótico Simón Bolívar" (GPPSB) se creó el 7 de octubre de 2011 en vísperas de las elecciones presidenciales de 2012 para unir a las fuerzas políticas progresistas, nacionalistas e izquierdistas que respaldaron la reelección presidencial de Venezuela, objetivo logrado tras obtener 8.191.132 votos (55,07 %).

## Partidos integrantes
Actualmente, dentro de la coalición forman parte 10 partidos políticos. Dos de ellos, el Partido Comunista de Venezuela y REDES formaron anteriormente de la coalición hasta que se retiraron por sus diferencias con la política implementada por el gobierno. 
| Partido político                       | Siglas    | Fundación | Definición política      |
| -------------------------------------- | --------- | --------- | ------------------------ |
| Alianza para el Cambio                 | APC       | 2013      | Socialdemocracia         |
| Movimiento Electoral del Pueblo        | MEP       | 1967      | Socialismo               |
| Organización Renovadora Auténtica      | ORA       | 1988      | Cristianismo             |
| Partido Verde de Venezuela             | PVV       | 2023      | Ecosocialismo            |
| Partido Socialista Unido de Venezuela  | PSUV      | 2008      | Socialismo del siglo XXI |
| Patria Para Todos                      | PPT       | 1997      | Socialismo libertario    |
| Por la Democracia Social               | PODEMOS   | 2002      | Socialismo               |
| Movimiento Tupamaro de Venezuela       | TUPAMARO  | 1979      | Comunismo                |
| Unidad Popular Venezolana              | UPV       | 2008      | Socialismo               |
| Movimiento Somos Venezuela             | MSV       | 2018      | Socialismo               |
| Movimiento Futuro Venezuela            | Futuro    | 2024      | Socialismo               |
| Partido Enamórate Venezuela            | Enamorate | 2017      | Socialdemocracia         |
| Movimiento Político Caracas Para Todos | MPCPT     | 2020      | Socialismo               |
| Partido Comunista de Venezuela         | PCV       | 1931      | Comunismo                |

## El Polo Patriótico en elecciones

### Elección presidencial de 2006
En las elecciones de 2006, el Polo Patriótico estaba integrado por MVR y por la coalición de otros veinticuatro partidos aliados como PODEMOS, PPT, PCV, MEP, UPV, Liga Socialista, Tupamaro, Gente Emergente, MIGATO, Unión, MDD, CMR, CRV, IPCN, MCM, MCGN, Poder Laboral, ONDA, MNI, UPC, FACOBA, PROVEN y las REDES.
Hugo Rafael Chávez Frías, como candidato del Polo Patriótico, mantuvo la presidencia ganando con el 62,84 % de los votos, llegando a 7.309.080 votos. Un 36,90 % apoyó la principal coalición de partidos opositores, la Unidad Nacional (Venezuela).
| Partido político                                       | Votos     | % Nacional |
| ------------------------------------------------------ | --------- | ---------- |
| Movimiento V República                                 | 4.845.480 | 41,66 %    |
| Por la Democracia Social                               | 759.826   | 6,53 %     |
| Patria Para Todos                                      | 597.461   | 5,13 %     |
| Partido Comunista de Venezuela                         | 342.227   | 2,94 %     |
| Movimiento Electoral del Pueblo                        | 94.706    | 0,81 %     |
| Movimiento Independiente Ganamos Todos                 | 88.307    | 0,75 %     |
| Unidad Popular Venezolana                              | 79.929    | 0,68 %     |
| Clase Media Revolucionaria                             | 69.264    | 0,59 %     |
| Movimiento Tupamaro de Venezuela                       | 69.239    | 0,59 %     |
| Liga Socialista                                        | 58.330    | 0,50 %     |
| Movimiento por la Democracia Directa                   | 41.357    | 0,35 %     |
| Gente Emergente                                        | 30.154    | 0,25 %     |
| Partido Unión                                          | 29.614    | 0,25 %     |
| Movimiento Cívico Militante                            | 29.428    | 0,25 %     |
| Grupo Nacional Socialista de Liberación Pro-Venezuela  | 27.427    | 0,23 %     |
| Unidad Patriótica Comunitaria                          | 22.473    | 0,19 %     |
| Movimiento de Concentración Gente Nueva                | 21.876    | 0,18 %     |
| Fuerza de Acciones Coordinadas de Bases por la Alianza | 19.643    | 0,16 %     |
| Independientes por la Comunidad Nacional               | 18.165    | 0,15 %     |
| Organización Nacionalista Democracia Activa            | 16.046    | 0,13 %     |
| Movimiento Nacional Independiente                      | 13.539    | 0,11 %     |
| Poder Laboral                                          | 12.612    | 0,10 %     |
| Corrientes Revolucionarias Venezolanas                 | 11.444    | 0,09 %     |
| Redes de Respuesta de Cambios Comunitarios             | 9.233     | 0,07 %     |
| TOTAL                                                  | 7.309.080 | 62,84%     |

### Elección presidencial de 2012
Hugo Rafael Chávez Frías, como candidato del Gran Polo Patriótico, mantuvo la presidencia ganando con el 55,25 % de los votos, llegando a 8.136.637 votos. Un 44,14 % apoyó la principal coalición de partidos opositores, la Mesa de la Unidad Democrática (MUD).
| Partido político                         | Votos     | % Nacional |
| ---------------------------------------- | --------- | ---------- |
| Partido Socialista Unido de Venezuela    | 6.386.699 | 42,94%     |
| Partido Comunista de Venezuela           | 489.941   | 3,29 %     |
| Patria Para Todos                        | 220.003   | 1,47%      |
| Partido REDES                            | 198.118   | 1,33 %     |
| Movimiento Tupamaro de Venezuela         | 170.450   | 1,14 %     |
| Por la Democracia Social                 | 156.158   | 1,04 %     |
| Nuevo Camino Revolucionario              | 121.735   | 0,81 %     |
| Unidad Popular Venezolana                | 89.622    | 0,60 %     |
| Independientes por la Comunidad Nacional | 69.988    | 0,47 %     |
| Partido Revolucionario del Trabajo       | 58.509    | 0,39 %     |
| Corrientes Revolucionarias Venezolanas   | 43.627    | 0,29 %     |
| TOTAL                                    | 8.191.132 | 55,07%     |

### Elección presidencial de 2013
En esta elección, convocada por el Consejo Nacional Electoral tras el fallecimiento de Hugo Chávez, cada partido del Gran Polo Patriótico lanzó su propia tarjeta, en contraposición a la coalición opositora Mesa de la Unidad Democrática, quienes lanzaron una tarjeta única para toda la coalición. El ganador de esta elección sería el candidato que el mismo Chávez sugirió en diciembre de 2012, Nicolás Maduro, con 50,61 % de los votos, Un 49,12% apoyó la principal coalición de partidos opositores, la Mesa de la Unidad Democrática.
| Partido político                             | Votos     | % Nacional | % Coalición |
| -------------------------------------------- | --------- | ---------- | ----------- |
| Partido Socialista Unido de Venezuela        | 6.193.625 | 41,31 %    | 81,62 %     |
| Partido Comunista de Venezuela               | 283.674   | 1,89 %     | 3,73 %      |
| Movimiento Tupamaro                          | 247.646   | 1,65 %     | 3,26 %      |
| Por la Democracia Social                     | 210.478   | 1,40 %     | 2,77 %      |
| Patria Para Todos                            | 117.485   | 0,78 %     | 1,54 %      |
| Nuevo Camino Revolucionario                  | 104.778   | 0,69 %     | 1,38 %      |
| Partido REDES                                | 94.285    | 0,62 %     | 1,24 %      |
| Movimiento Electoral del Pueblo              | 93.189    | 0,62 %     | 1,22 %      |
| Unidad Popular Venezolana                    | 89.990    | 0,60 %     | 1,18 %      |
| Organización Renovadora Auténtica            | 46.279    | 0,30 %     | 0,60 %      |
| Corrientes Revolucionarias Venezolanas       | 36.140    | 0,24 %     | 0,47 %      |
| Independientes por la Comunidad Nacional     | 25.057    | 0,16 %     | 0,33 %      |
| Partido Revolucionario del Trabajo           | 22.524    | 0,15 %     | 0,29 %      |
| Juventud Unidad en Acción Nacional con Bimba | 22.329    | 0,14 %     | 0,29 %      |
| TOTAL                                        | 7.587.532 | 50,61%     | 100%        |

## Resumen electoral en gráficos

### Elecciones presidenciales
|  | 55.07 % |

|  | 50.61 % |

|  | 67.79 % |

|  | 51.95 % |

### Elecciones parlamentarias
|  | 40,91 % |

|  | 69,34 % |

|  | 83,42 % |

### Elecciones municipales y regionales
|  | 56.22 % |

|  | 48.69 % |

|  | 71.31 % |

|  | 55.07 % |

|  | 40.22 % |

|  | 82,60 % |

### Elecciones a la Convención Constituyente
| Año  | Votos     | %                | Total de bancas | Posición |
| ---- | --------- | ---------------- | --------------- | -------- |
| 2017 | 8 089 320 | \| \| 41.53 % \| | 545/545         | Mayoría  |
|      | 41.53 %   |                  |                 |          |